# Axinotoma
Axinotoma – rodzaj chrząszczy z rodziny biegaczowatych i podrodziny dzierowatych. Obejmuje 24 opisane gatunki.

## Morfologia i zasięg
Głowa odznacza się dużymi rozmiarami. Aparat gębowy cechuje warga dolna o zaopatrzonej w ząbek bródce i wyposażonych w po co najmniej trzy szczecinki przedostatnich członach głaszczków wargowych. Pokrywy mają międzyrzędy z gęsto rozmieszczonym punktowaniem zwykłym, wyjątkowo zanikającym w tylnej ich części. Na trzecim międzyrzędzie znajduje się jeden punkt szczecinkowy (chetopor) dyskalny lub go nie ma, natomiast międzyrzędy piąty i siódmy zawsze są punktów szczecinkowych pozbawione. Odnóża przedniej pary u samca mają cztery początkowe człony stóp rozszerzone i na spodzie wyposażone w dwa szeregi łuskowatych szczecinek. W stopach środkowej pary człony te są nierozszerzone i pozbawione szeregów łuskowatych szczecinek na spodzie. U tylnego odnóża pierwszy człon stopy jest tak długi jak dwa następne razem wzięte.
Przedstawiciele rodzaju podawani są z kontynentalnej Afryki Subsaharyjskiej, Komorów i Madagaskaru, a więc z krain etiopskiej i madagaskarskiej.

## Taksonomia
Takson ten wprowadził w 1829 roku Pierre F.M.A. Dejean jako rodzaj monotypowy, z opisanym w tej samej publikacji A. fallax jako jedynym gatunkiem. Nazwa rodzajowa pochodzi od greckich słów αξινός (axinos, „siekiera”) i τομός (tomos, „fragment”). Opisany w 1946 roku przez René Jeannela rodzaj Metarpalus zsynonimizowany został w 1976 roku przez Geralda R. Noonana z Axinotoma. Z omawianym taksonem zsynonimizowano również rodzaj Allonixus, wprowadzony w 1972 roku przez Robina O.S. Clarke’a. W 1950 roku Pierre Basilewsky dokonał przeglądu rodzaju. Duży wkład w jego poznanie wniósł w pracach z 2003, 2011 i 2017 roku Sergio Facchini, opisując liczne nowe gatunki.
Do rodzaju zalicza się 24 opisane gatunki:

- Axinotoma ambigena (Jeannel, 1946)
- Axinotoma bifida Facchini, 2011
- Axinotoma decellei Basilewsky, 1968
- Axinotoma demeyeri Facchini, 2011
- Axinotoma dilatipalpis Facchini, 2011
- Axinotoma fallax Dejean, 1829
- Axinotoma gabonica Facchini, 2017
- Axinotoma hulstaerti Basilewsky, 1950
- Axinotoma kivuensis Facchini, 2011
- Axinotoma latipalpis Basilewsky, 1968
- Axinotoma lepersonneae Burgeon, 1942
- Axinotoma maynei Burgeon, 1936
- Axinotoma morettoi Facchini, 2011
- Axinotoma obtuseangula Péringuey, 1896
- Axinotoma perreiri (Jeannel, 1946)
- Axinotoma posticallis Peringuey, 1896
- Axinotoma pseudofallax Facchini, 2003
- Axinotoma pseudomaynei Facchini, 2017
- Axinotoma schuelei Facchini, 2011
- Axinotoma sinuaticollis Facchini, 2011
- Axinotoma sinuatipennis Facchini, 2011
- Axinotoma tanzaniana Facchini, 2003
- Axinotoma toledanoi Facchini, 2011
- Axinotoma viossati Sciaky et Toledano, 1995